# Jon Bilbao
Jon Bilbao Lopategui (Ribadesella, Asturias, 1972) es un escritor español.

## Biografía
Ingeniero de minas por la Universidad de Oviedo. En 2005 participó en el libro Ficciones, recopilación de relatos de varios autores publicada por la editorial Edaf en colaboración con la Asociación Colegial de Escritores (ACE). En ese mismo año recibió el premio Asturias Joven, en su modalidad de narrativa, por el libro 3 relatos, publicado en 2006 por la editorial Nobel. Es autor también de las biografías destinadas al público infantil: Leonardo da Vinci, el inventor, Henry Stanley, el explorador (El Rompecabezas, 2006), Shakespeare, el maestro del teatro (El Rompecabezas, 2007) y Lewis y Clark la conquista del oeste (El Rompecabezas, 2008).
A comienzos de 2008 publicó su primera novela El hermano de las moscas (Ed. Salto de Página). A finales de ese mismo año, publicó el libro de relatos Como una historia de terror (Salto de Página). Con este libro obtuvo el premio "Ojo Crítico de Narrativa 2008" que concede Radio Nacional de España. En 2010 publicó su segundo libro de cuentos, Bajo el influjo del cometa (Salto de Página), con el que ganó el Premio Tigre Juan.
Su segunda novela fue Padres, hijos y primates (Salto de Página, 2011). En 2013 publicó la novela Shakespeare y la ballena blanca (Tusquets, 2013), en la que recrea un supuesto viaje de William Shakespeare a Dinamarca y en la que homenajea a Moby Dick de Herman Melville. 
En 2016 empezó a publicar su trabajo en la editorial Impedimenta, sello editorial en el que apareció su colección de cuentos Estrómboli. En 2018 publicó tres novelas cortas con el título conjunto de El silencio y los crujidos (Impedimenta, 2018). Posteriormente, publicó Basilisco, también en Editorial Impedimenta, una novela western con toques metaliterarios que inicia la serie de novelas basadas en el aventurero John Dunbar, el cual obtuvo un gran éxito de público y crítica y se ha convertido en uno de sus libros más aclamados. En 2021 publicó la nouvelle Los extraños (Editorial Impedimenta).En 2023 retomó el personaje de John Dunbar en la novela Araña para cerrar la serie en 2024 con el título Matamonstruos.
Actualmente reside en Bilbao, donde trabaja como guionista de televisión, traductor y redactor de textos.

## Premios y galardones
- 2005: Premio Asturias joven, junto a José Ángel Gayol. Convocado por la Consejería de Cultura, Comunicación Social y Turismo de Asturias para menores de 35 años.
- 2007: Ganador del XXXVI Concurso de Cuentos Ignacio Aldecoa por el relato «Calor».
- 2008: Premio Ojo Crítico de Narrativa por Como una historia de terror.
- 2010: Premio Tigre Juan por Bajo el influjo del cometa.
- 2011: Premio Euskadi de Literatura por Bajo el influjo del cometa.
- 2020: Premio de las librerías de Navarra por Basilisco.
- 2021: Premio a la mejor obra original en castellano 2021 - Festival de Géneros Fantásticos de Barcelona 42[6]
- 2021: Premio Euskadi de Plata 2021 - Gremio de Libreros de Guipúzcoa[7]

## Novelas
- El hermano de las moscas (Salto de Página, 2008).
- Padres, hijos y primates (Salto de Página, 2011)
- Shakespeare y la ballena blanca (Tusquets, 2013)
- El silencio y los crujidos (Editorial Impedimenta, 2018)
- Basilisco (Editorial Impedimenta, 2020)
- Araña (Editorial Impedimenta, 2023)
- Matamonstruos (Editorial Impedimenta, 2024)

## Novelas cortas
- Los extraños (Editorial Impedimenta, 2021)

## Libros de relatos
- 3 relatos (Nobel, 2006)
- Como una historia de terror (Salto de Página, 2008)
- Bajo el influjo del cometa (Salto de Página, 2010)
- Física familiar (Salto de Página, 2014)
- Estrómboli (Editorial Impedimenta, 2016)